# Бил Наи
Уилям Франсис Наи (на английски: William Francis „Bill“ Nighy; /naɪ/), по-известен като Бил Наи, е английски театрален и филмов актьор, носител на „Златен глобус“, две награди „Сателит“, две награди на БАФТА и една награда „Ани“, номиниран е за „Лорънс Оливие“ и три награди „Сатурн“. Известни филми с негово участие са „Наистина любов“, „Подземен свят“, „Дъщерята на Гидиън“, „Вечният градинар“, „Подземен свят: Еволюция“, „Карибски пирати: Сандъкът на мъртвеца“, „Карибски пирати: На края на света“, „Хари Потър и Даровете на Смъртта“, сериалът „Правилата на играта“ и други.

## Биография
Бил Наи е роден на 12 декември 1949 г. в Кейтърхам, Съри, Англия. Майка му Катрин Джозефин е от шотландски произход и работи като медицинска сестра в психиатрична клиника, а баща му Алфред е англичанин и работи като автомеханик. Бил има и по-големи брат и сестра, Мартин и Ана. Той е отгледан в католическата вяра и често служи при олтара по време на католическите меси.
Бил Наи учи в католическото училище „Джон Фишър“ в квартал Пюрли, Южен Лондон. След като завършва училище постъпва на работа като куриер във вестник „The Croydon Advertiser“. Като юноша Бил има желание да пътува по света. Той се отправя на пътешествие към Персийския залив, но успява да стигне само до Южна Франция, след което е върнат при семейството си от британския консул. Не след дълго Бил отново се връща във Франция, този път в столицата Париж, с намерение „да напише велик роман“, като неговите идоли Хемингуей и Джеймс Джойс. Завръща се във Великобритания само четири месеца по-късно без да е осъществил мечтата си и се записва в драматичното училище „Гилдфорд“, където учи в продължение на две години.
Бил Наи има двадесет и седемгодишна връзка с актрисата Диана Куик, с която има една дъщеря – актрисата Мери Наи. Двойката се разделя през 2008 г. Бил Наи е известен със своите поръчкови костюми, той е посочен като една от „50-те най-добре облечени знаменитости над петдесет години“ от в-к Гардиан през 2013 г.

## Кариера
До средата на 70-те години на ХХ век редовно участва в представления в театър „Евриман“ в Ливърпул, също така пътува с трупата „Van Load“ с която изнасят представления по пъбове, паркинги и затвори. По-късно се премества в Кралския национален театър в Лондон, също така пробива и във филмовата индустрия с малки роли във филми като „Малкият лорд Фаунтлерой“ (1980) и „Окото на иглата“ (1981).

## Частична филмография
- 1980 – „Смърт на живо“ (Death Watch)
- 1980 – „Малкият лорд Фаунтлерой“ (Little Lord Fauntleroy)
- 1981 – „Окото на иглата“ (Eye Of The Needle)
- 1985 – „Смъртта на лорд Еджуеър“ (Thirteen at Dinner)
- 1989 – „Фантомът от Операта“ (The Phantom of the Opera: The Motion Picture)
- 1994 – „Аз, човекът“ (Being Human)
- 1998 – „Стари муцуни“ (Still Crazy)
- 2001 – „Фризьори“ (Blow Dry)
- 2003 – „Правилата на играта“ (минисериал, State of Play )
- 2003 – „Наистина любов“ (Love Actually)
- 2003 – „Подземен свят“ (Underworld)
- 2004 – „Шон от мъртвите“ (Shaun of the Dead)
- 2004 – „Силата на любовта“ (Enduring Love)
- 2005 – „Дъщерята на Гидиън“ (Gideon's Daughter)
- 2005 – „Пътеводител на галактическия стопаджия“ (The Hitchhiker's Guide to the Galaxy)
- 2005 – „Вечният градинар“ (The Constant Gardener)
- 2006 – „Подземен свят: Еволюция“ (Underworld: Evolution)
- 2006 – „Карибски пирати: Сандъкът на мъртвеца“ (Pirates of the Caribbean: Dead Man's Chest)
- 2006 – „Алекс Райдър: Операция Стормбрейкър“ (Stormbreaker)
- 2006 – „Отнесени“ (анимация, Flushed Away)
- 2007 – „Записки по един скандал“ (Notes on a Scandal)
- 2007 – „Горещи палки“ (Hot Fuzz)
- 2007 – „Карибски пирати: На края на света“ (Pirates of the Caribbean: At World's End)
- 2008 – „Операция Валкирия“ (Valkyrie)
- 2009 – „Подземен свят: Възходът на върколаците“ (Underworld: Rise of the Lycans)
- 2009 – „Рок радио“ (The Boat That Rocked)
- 2009 – „G-Force: Специален отряд“ (анимация, G-Force)
- 2009 – „Астробой“ (Astro Boy)
- 2010 – „Дива мишена“ (Wild Target)
- 2010 – „Хари Потър и Даровете на Смъртта: Първа част“ (Harry Potter and the Deathly Hallows)
- 2011 – „Ранго“ (анимация, Rango)
- 2011 – „Тайните служби на Дядо Коледа“ (анимация, Arthur Christmas)
- 2012 – „Най-екзотичният хотел „Мариголд““ (The Best Exotic Marigold Hotel)
- 2012 – „Гневът на титаните“ (Wrath of the Titans)
- 2012 – „Зов за завръщане“ (Total Recall)
- 2013 – „Джак, убиецът на великани“ (Jack the Giant Slayer)
- 2013 – „Краят на света“ (The World's End)
- 2013 – „Въпрос на време“ (About Time)
- 2014 – „Аз, Франкенщайн“ (I, Frankenstein)
- 2014 – „Гордост“ (Pride)
- 2015 – „Най-екзотичният хотел „Мариголд“ 2“ (The Second Best Exotic Marigold Hotel)
- 2016 – „Старата гвардия“ (Dad's Army)
- 2016 – „Норм - полярният мечок“ (Norm of the North)